# 汉语作为外语教学
汉语作为外语教学（Teaching Chinese as a Second/Foreign Language），台灣稱「華語作為第二語言教學」，也称对外汉语教学，指對不以華語為母語或第一語言的人所進行的語文教學，明確地說是「以華語文做為第二語言或第二語言教學的語言教育」。
受亞洲經濟崛起以及中国崛起的影響，越來越多非華人族群認為掌握漢語能夠在未來更有競爭力。早期，對外漢語教學關注的對象，多集中在歐美等西方國家與地區。隨著政策的方向（如一帶一路和新南向政策），也開始擴及阿拉伯、拉美、非洲及東南亞地區。

## 名称与特点
吕必松认为应该采用“对外汉语教学”作为学科名称，他主张无论“对外”还是“对内”，其专业宗旨都是与教学挂钩的。潘文国则认为“对外汉语”这个名称体现出了其与“对内汉语”的区别，因为两者的教学性质、目标、方法手段都有所不同。周健认为在学术上使用“对外汉语语言学”这个名称更能体现其和语言学的关系以及学科本身的研究价值。总之，对外汉语教学的特点应该是向外族人提供组词达意的合法条件，培养他们的汉语交际能力，主要是实践性的。有人主张使用“汉语作为第二语言教学”。这个名称虽然绕开了“外”字的二义性问题，但又过于繁琐。最终，中国国家汉办采用“汉语作为外语教学”作为该学科的正式称谓，但在各高校设置的相关专业名称仍沿用“对外汉语”。
台灣在1956年秋季，由國立臺灣師範大學國語中心最早開始進行對外漢語工作，並於1995年成立華語文教學研究所，以培養學生具備跨領域的研究知能以及量化研究的方法，尤強調與第二語言習得和之相關領域，如心理學、認知語言等；並且培養學生華語文作為第二語言教學知能與實務性教學訓練，如多媒體教學、線上教學、行動研究、逆向教學設計 (backward design) 以及教學法實驗等。各大學相關系所中文名稱包括：華語文教學系、應用華語文系、國際華語文系等，雖沒包含「對外」和「第二語言」等詞語，但實質上是有「對外」和「第二語言」的含義。

## 歷史
歷史上，對外教授漢語並不是一直像現代這麼開放。例如清朝乾隆年間不允許教授外國人華語。東印度公司一個叫洪仁輝的英國人，因不滿地方官員勒索告御狀，結果被判刑三年，罪名是擅自學習漢語。兩廣總督李侍堯在奏文中將事件原因歸結： 「細察根源，縱由內地奸民教唆引誘，行商通事不加管束稽查所致。查夷人遠處海外，本與中國語言不同，向之來廣貿販，唯藉諳曉夷語之行商通事為之交易，近如夷商洪仁輝於內地土音官話，無不通曉，甚至漢文字義，亦能明晰，此夷商中如洪仁輝之通曉語文言義者，亦尚有數人，設非漢奸潛滋教誘，何能熟悉？如奸民劉亞扁始則教授夷人讀書，圖謀財物，繼則主謀唆訟，代作控辭，由此類推，將無在不可以勾結教誘，實於地方大有關系。」。
直到近代，周祖謨1952年《中國語文》第7期刊載《教非漢族學生學習漢語的一些問題》，是中國歷史上對外漢語教學的第一篇論文，才開始重視對外漢語。对外汉语专业的宗旨是培养面向母语非汉语（即把汉语作为外语）的人进行汉语教学的教师以及相关的研究人员。目前中華人民共和國的对外汉语教学工作以及HSK考试和汉语作为外语教学能力考试等由国家汉语国际推广领导小组办公室（简称“国家汉办”）领导，开设对外汉语本科专业的高等学校已经超过60所。2006年，中華人民共和國正式认定对外汉语专业为二级学科，与语言学和应用语言学平级，并设置该专业硕士学位。

## 专业与课程设置

### 中國大陸
第一批对外汉语本科专业于1985年由国家教委批准在四所高等学校设立，它们是北京外国语学院（现：北京外国语大学）、北京语言学院（现：北京语言大学）、上海外国语学院（现：上海外国语大学）、华东师范大学

### 台灣
最早是在1995年由國立臺灣師範大學所設立的“華語文教學研究所”開設出整個碩士班的主修課程。

## 相關
- 漢語
- 漢語熱